# Somaloniscus taramassoi
Somaloniscus taramassoi är en kräftdjursart som först beskrevs av Arcangeli1933.  Somaloniscus taramassoi ingår i släktet Somaloniscus och familjen Eubelidae. Inga underarter finns listade i Catalogue of Life.